# Моисей (опера)
Моисей (укр. Мойсей) — опера Мирослава Скорика в двух действиях на либретто Богдана Стельмаха и Мирослава Скорика по одноимённой поэме Ивана Франко. Премьера состоялась 23 июня 2001 года в Львовском оперном театре.

## Премьера
Изначально оперу планировалось написать к 100-летию Львовской оперы, которое отмечали в 2000 году. Однако впоследствии премьеру отложили на один год и приурочили к другому событию — визиту Папы Римского Иоанна Павла II на Украину, который проходил 23-27 июня 2001. В условиях перманентного недостатка государственных средств коллектив львовского театра обратился к Папе за финансовой помощью и получил её, создав таким образом первый на Украине прецедент финансовой поддержки Ватиканом светского события.

Премьерную постановку осуществили режиссёр-постановщик Збигнев Хшановский (Польша), главную роль исполнил Александр Громыш, дирижировал композитор. Ещё до премьеры были сделаны аудио- и видеозаписи, снят телефильм о том, как создавалась опера, а также выпущен буклет. 23-24 июня Папа проводил богослужение в Киеве и не смог посетить премьеру, но по прибытии во Львов 25 июня понтифик приехал в Львовский оперный театр и поздравил творческий коллектив с постановкой.

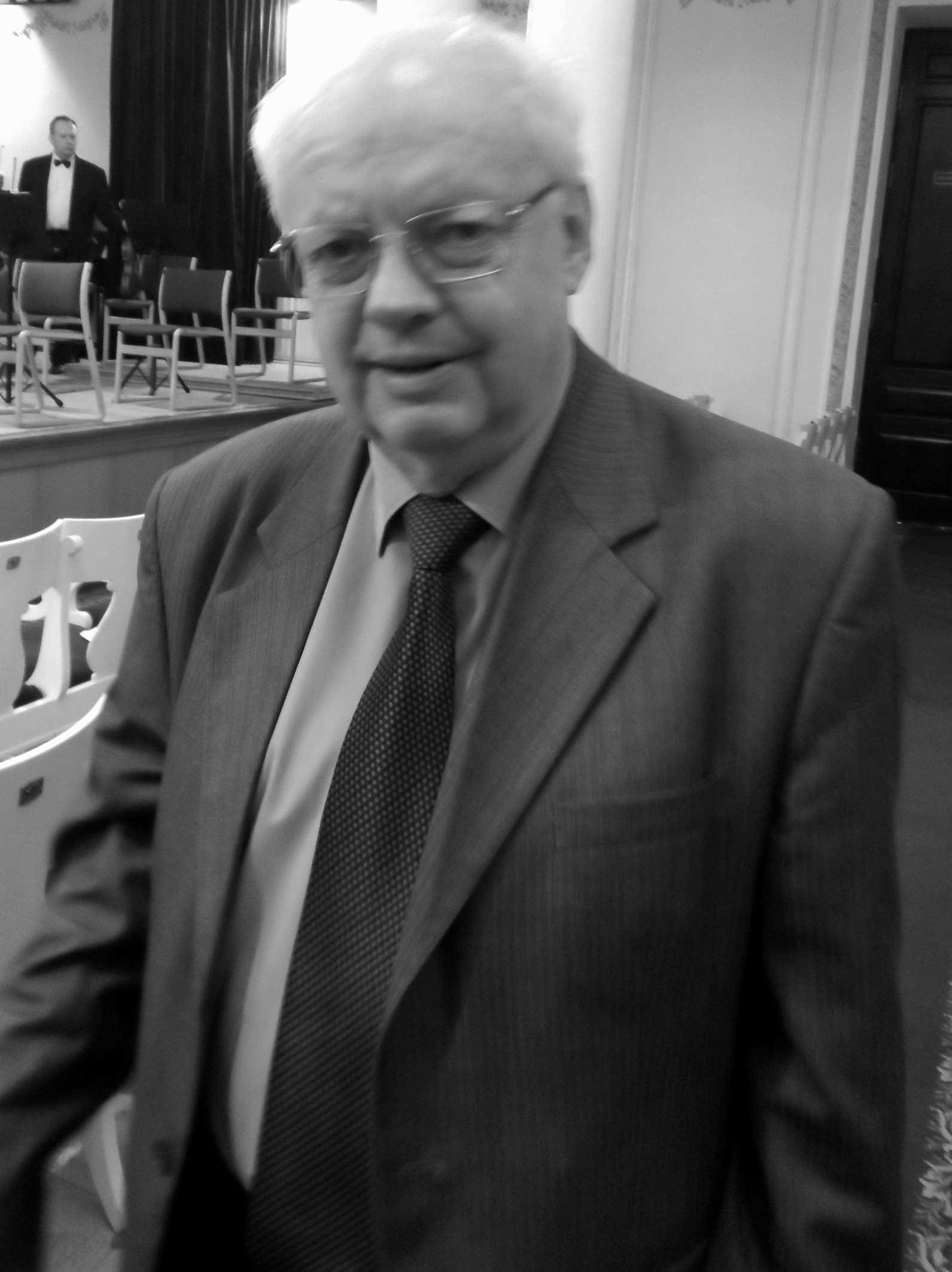
Композитор Мирослав Скорик

Сам композитор говорил о создании оперы следующее:

Для меня это была большая честь. Написать оперу, тем более с глубокими философскими идеями, на библейской основе, непросто, это действительно огромный труд. Поскольку в целом опера — жанр демократический, то и музыка в ней, несмотря на всё, должна быть интересна слушателю. Поэтому нужно было найти какое-то объединяющее зерно, синтезировать всё. Стиль произведения диктовали сюжет и музыкальные тенденции сегодняшнего дня. Ведь опера создавалась в начале XXI века…
Оригинальный текст (укр.)Для мене це була велика честь. Написати оперу, тим більше з глибокими філософськими ідеями, на біблійній основі, непросто, це дійсно величезна праця. Бо в цілому опера — жанр демократичний, то й музика в ній, попри все, має бути цікава слухачу. Тому потрібно було знайти якесь об’єднуюче зерно, синтезувати все. Стиль твору диктували сюжет і музичні тенденції сьогодення. Адже опера створювалася на початку XXI століття...

## Сюжет
| Действующие лица | Действующие лица |
| ---------------- | ---------------- |
| Моисей           | бас              |
| Аверин           | бас              |
| Датан            | баритон          |
| Поэт             | баритон          |
| Иегошуа          | тенор            |
| Лия              | сопрано          |
| Йохаведда        | меццо-сопрано    |
| Азазель          | тенор            |
| Симеон           | баритон          |

Пролог
Поэт обращается к родному народу:
|  | Невже задарма стільки серць горіло: До тебе найсвятішою любов'ю, Тобі офіруючи душу й тіло? (укр.) |  | Неужели даром столько сердец горело: К тебе святой любовью, Тебе предлагая душу и тело? |  |
|  | |  |                                                                                         |  |

и утверждает:
|  | О ні! Не самі сльози і зітхання Тобі судились! Вірю в силу духа І в день воскресний твойого повстання. (укр.) |  | О нет! Не только слезы и вздохи Тебе предназначались! Верю в силу духа И в день воскресный твоего восстания. |  |
|  | |  | |  |

Первое действие
Иегошуа и Лия дивятся песочной избушке, которую построил их малыш. Рожденный в пустыне, он никогда не видел домов.
Сторонники и противники Моисея имеют разногласия относительно целесообразности выбранного им пути поиска обещанного края. Моисей объясняет свою стратегию волей самого Иеговы. Однако Аверин и Датан подстрекают народ к недоверию Моисею, и, наконец, заставляют его отойти в горы. Начинаются церемония поклонения Золотому тельцу.
Второе действие
В отчаянии Моисей обращается к Богу Иеговы за советом. Однако дух Азазель и Йохаведа убеждают Моисея, что Иегова обманул их народ. В свою очередь Иегова, дождавшись такого обвинения уже из уст самого Моисея, поднимает бурю, в которой Моисей погибает. Шокированные смертью Моисея Лия и Иегошуа подстрекают народ вынести Авирону и Датану смертный приговор и продолжить поход по пути, указанному Моисеем.
Эпилог
Поэт обращается к зрителю с утверждением, что верит: его народ и его страна между Бескидами, Кавказом и Чёрным морем достигнет равноправного места в кругу свободных народов.

## Музыкальная характеристика
Критики сходятся в том, что опера написана доступным для слушателей, несложным музыкальным языком.
Любовь Кияновская рассматривает это произведение с позиций эстетики эгалитаризма и отмечает, что автор «сознательно отказался от рафинированное-интеллектуальной языка, сформировавшаяся на основе эстетических принципов двадцатого века, сущность которого заключается в непрестанном поиске обновления средств выразительности» и цитирует композитора:

В этой опере я воплотил своё понимание «современности в музыке» не в том смысле, в котором понимают его некоторые коллеги, то есть в обращении к рафинированно-авангардным приёмам выражения (они уже отзвучали несколько десятилетий назад), а в соответствии реальному звуковому миру, в котором мы живем. Ново-романтическое, полное стремления к красоте и чувствительности, искусство всё больше завоёвывает позиции, именно в нём я вижу современность и будущее — не только для профессионалов-музыкантов, а в первую очередь для тех, кто стремится любить музыку.
Оригинальный текст (укр.)В цій опері я втілив власне розуміння «сучасности в музиці» не в тому сенсі, в якому розуміють його деякі колеги, тобто у зверненні до рафіновано-авангардових прийомів виразу (вони вже перебриніли декілька десятиріч тому), а у відповідності до реального звукового світу, в якому ми живемо. Новоромантичне, сповнене прагнення до краси і чутливості, мистецтво щораз більше завойовує позиції, саме в ньому я вбачаю сучасність і майбутнє — не лише для професіоналів-музикантів, а насамперед для тих, хто прагне любити музику

Н. А. Белик-Золотарёва отмечает доминирование хорового начала, придающее опере черты оратории. Хор при этом олицетворяет ключевые темы-символы оперы.
Музыковед Лидия Мельник отмечает в опере «сплав позднеромантических интонаций, узнаваемых ориентальных мотивов, неповторимой украинской песенности и даже отзвуков бродвейского мюзикла», а также использование традиционных оперных форм — интродукций и лейтмотивов, арии и любовных дуэтов, хора и балета. В других статьях отмечаются также «простые мелодично-ритмические обороты» и «общеизвестные приемы компоновки, опознаваемые в три шага», черты эпического соцреализма и т. д.

## Дальнейшая сценическая судьба
Львовский оперный театр гастролировал с премьерной постановкой оперы на оперном фестивале в Быдгоще, на сцене Варшавского народного театра оперы и балета. В 2006 году по случаю 150-летия Ивана Франко, львовский театр побывал с гастролями в Днепропетровске, Харькове, Симферополе и Севастополе.
Тогда же, в 2006 году «Моисей» был впервые поставлен на сцене Национальной оперы Украины. Режиссёр — Анатолий Соловьяненко, дирижёр — Иван Гамкало, сценография Марии Левитской, хормейстер — Лев Венедиктов, балетмейстер — Анико Рехвиашвили.
В течение последующих лет Моисей ставился на сцене Львовской и Национальной опер, будучи единственным произведением современных украинских авторов в оперном жанре в репертуаре этих театров. По выражению Василия Туркевича, опера «Моисей» «представляет не только творчество известного композитора Мирослава Скорика, но и те, по разным причинам довольно ограниченные, достижения современных оперных композиторов, воплощение произведений которых в оперных театрах можно пересчитать на пальцах одной руки».